# St Just-in-Roseland
St Just-in-Roseland (in lingua cornica: Lannsiek) è un villaggio con status di parrocchia civile della Cornovaglia meridionale (Inghilterra sud-occidentale), situato nella penisola di Roseland (distretto di Carrick) e lungo le Carrick Roads e l'estuario del fiume Fal.
Il villaggio è incluso nella Cornwall Area of Outstanding Natural Beauty.

## Geografia fisica

### Collocazione
Il villaggio di St Just in Roseland si trova a nord del villaggio di St Mawes (villaggio facente parte della stessa parrocchia civile), a circa 28 km a sud di Truro.

## Architettura
Il villaggio di St Just in Roseland si caratterizza per i gradini in granito, realizzati nel XX secolo lungo i sentieri cittadini dal reverendo Humfrey Davis. Su questi gradini sono incise scritte quali:
Tra i luoghi di maggiore interesse, vi è il cimitero della chiesa parrocchiale, adornato di piante subtropicali. La chiesa è datata XIII secolo.
|  |